# Ovide Musin

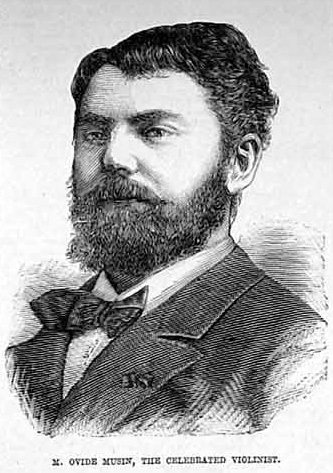
Ovide Musin (1880)

Ovide Musin (* 22. September 1854 in Nandrin bei Lüttich; † 30. Oktober 1929 in Brooklyn, New York) war ein belgischer Violinist und Komponist der Romantik.

## Leben und Wirken
Ovide Musin zählt zu den bedeutenden Vertretern der sogenannten franko-belgischen Violinschule im 19. und frühen 20. Jahrhundert.
Musin erhielt im Alter von sechs Jahren von seinem Vater eine Kindervioline zum Geschenk. Ein Amateurkontrabassist aus dem Dorf gab ihm erste Spielanleitungen. Fortan spielte Musin einmal aufgenommene Melodien nach Gehör. Drei Jahre später wurde ein Lütticher Geiger auf ihn aufmerksam, der den Eltern empfahl, dem Kind eine gediegene musikalische Ausbildung zu ermöglichen. Im Oktober 1863 kam er nach einer Aufnahmeprüfung ans Lütticher Konservatorium in die Klasse von Désiré Heynberg (1831–1897), der zahlreiche bedeutende Violinisten ausbildete. Gleichzeitig besuchte Musin nach dem morgendlichen Musikunterricht an einem Gymnasium allgemeinbildenden Unterricht.
Gleichzeitig mit Eugène Ysaÿe erhielt er 1867 den „second prix“, 1869 den „premier prix“, und 1870 machte er mit der „médaille d'or“ seine Konzertreifeprüfung. Während der Studienzeit sammelten er und seine Mitschülern Eugène Ysaÿe, César Thomson und Martin Marsick Orchestererfahrung im Ensemble des „Pavillon de Flore“, das von Nicolas Ysaÿe, Eugènes Vater, geleitet wurde.
Bedingt durch den Deutsch-Französischen Krieg flüchtete der Violinist Hubert Léonard 1870 in seine Heimatstadt und eröffnete am Lütticher Konservatorium eine Fortbildungsklasse, in die Musin eintrat. Am Ende des Studienjahres erhielt er eine Konzertmeisterstelle im „Kursaal Orkest“ des damals mondänen Oostende, welches unter der Leitung von Jean-Baptiste Singelée stand. Hier hatte er wöchentlich fünf große Konzerte und mehrere Kammermusikauftritte zu bestreiten. Er begegnete dort Henryk Wieniawski, dem er dessen 1. Caprice de concert vorspielen konnte.
1872 nahm Ovide Musin seine Studien in Paris auf, mit dem dorthin zurückgekehrten Léonard. Seinen Lebensunterhalt verdiente er in dieser Zeit mit solistischen Auftritten und durch Mitgliedschaft in einem Streichquartett. Léonard führte Musin in die Pariser Gesellschaftsalons ein, wo er mit Musikern wie seinem Landsmann César Franck, aber auch mit Camille Saint-Saëns, Gabriel Fauré und Raoul Pugno Bekanntschaft machte, außerdem mit Schriftstellern wie Jules Verne, Émile Zola oder Guy de Maupassant und weiteren Persönlichkeiten des öffentlichen Lebens. Diese Kontakte ermöglichten es ihm, ein Beziehungsnetz aufzubauen, das ihm bei seiner internationalen Laufbahn hilfreich war.
Camille Saint-Saëns widmete Musin das Morceau de concert pour violon, avec accompagnement d'orchestre ou de piano op. 62, das gelegentlich als sein 4. Violinkonzert angesehen wird.
Während seiner solistischen Laufbahn konzertierte Musin in allen bedeutenden Konzertsälen Europas, Nord- und Lateinamerikas, in Australien und Neuseeland, aber auch in den bedeutenden Städten Chinas und Japans. Während seiner ersten Tournee durch die Vereinigten Staaten lernte er seine künftige Frau, die Sopranistin Anna Louise Tanner kennen, die Tochter eines Richters am obersten Gericht der Vereinigten Staaten. Sie heirateten in Brooklyn am 7. Oktober 1891. Das Ehepaar unternahm nun gemeinsam weitere große Konzertreisen.
Wegen des Alters seiner Mutter kam Musin zurück nach Lüttich, wo er die Klasse von César Thomson übernahm, der ans Brüsseler Konservatorium berufen wurde. Nach dem Tod seiner Mutter kehrte er 1909 nach New York zurück, um die ein Jahr zuvor gegründete Ovide Musin's Belgian School of Violin zu leiten.
Ovide Musin beschreibt seine internationalen Konzertreisen, die Erlebnisse und Begegnungen in einem detaillierten Reisebericht, den er in Buchform unter dem Titel Un Violoniste aux Antipodes veröffentlichte. Seine gesamte Lebensgeschichte und den musikalischen Nachlass schrieb er in vier Bänden nieder, die 1920 als My Memories: A half-century of adventures and experiences and globe travel written by himself bei der Musin Publishing Company in New York erschienen.

## Werke (Auswahl)
- Ma Belle Amie, Valse chantante, Londres, 1882
- Mazurka de Concert: pour violon et piano, New York, Eddy E. Schuberth, 1887
- Caprice de Concert, op. 6, New York, E. Schuberth, 1893
- Valse de concert pour violon avec accompagnement de piano: op. 7, New York, E. Schuberth, 1893
- Berceuse pour violon avec accompagnement de piano, op. 9, New York, E. Schuberth, 1893
- Mazurka romantique, op. 11, no. 3, New York, Carl Fischer, 1898
- Mazurka de bravoure, op. 14, no. 2, New York, Carl Fisher, 1898
- Paraphrase of 'Words from the Heart', Op. 16
- Mazurka elegante : for violin with piano accompaniment, op. 25, no. 4, New York, O. Musin Publishing, 1912
- The nightingale (Le Rossignol), op. 24, New York, O. Musin Publishing, 1912
- Belgian School of Violin, vol. 4 (22 special daily exercises: for violin, with scales), O. Musin Publishing, 1915
- Seconde valse de concert
- Capriccio notturno